# South Ambersham
South Ambersham är en by i civil parish Graffham, i distriktet Chichester, i grevskapet West Sussex i England. Byn är belägen 16 km från Chichester. South Ambersham var en civil parish 1844–1972 när blev den en del av Graffham. Civil parish hade 117 invånare år 1961.